# فرودگاه میندن–تاهو
فرودگاه میندن-تاهو (به انگلیسی: Minden-Tahoe Airport) یک فرودگاه همگانی بهره‌برداری هوایی با کد یاتا MEV است که یک باند فرود آسفالت دارد و طول باند آن ۲۲۵۶ متر است. این فرودگاه در کشور ایالات متحده آمریکا قرار دارد و در ارتفاع ۱۴۳۹ متری از سطح دریا واقع شده‌است.